# Labrujó, Rendufe e Vilar do Monte
Labrujó, Rendufe e Vilar do Monte es una freguesia portuguesa del municipio de Ponte de Lima, distrito de Viana do Castelo.

## Historia
Fue creada el 28 de enero de 2013 en aplicación de una resolución de la Asamblea de la República de Portugal promulgada el 16 de enero de 2013 con la unión de las freguesias de Labrujó, Rendufe y Vilar do Monte, pasando su sede a estar situada en la antigua freguesia de Rendufe.

## Demografía
| Gráfica de evolución demográfica de Labrujó, Rendufe e Vilar do Monte entre 2011 y 2021 |
|                                                                                         |
| Datos según el nomenclátor publicado por el INE portugués.                              |